# Стремски мост (Стряма)
Стремският мост е пътен мост в община Раковски, част от Републикански път II-56. Разположен е в землището на село Стряма и пресича река Стряма.

## История
Бетонният мост на река Стряма между селата Стряма и Калековец е бил построен през 1928 г. по време на възстановителните работи след Чирпанското земетресение. Мостът е бил стоманобетонов, с три отвора и обща дължина 62 м. През 1942 г. е бил павиран от германски инженери, затова е известен и като Германския мост.
Вследствие на продължаващите три дни проливни дъждове, около 13:30 на 19 ноември 2007 г. пропада първият стълб на бетонния мост, което затваря Републикански път II-56. Това налага повече от 5 години, автомобилите да заобикалят през ловното стопанство „Чекерица”, за да стигнат до общините Раковски и Брезово. Така маршрутът се удължава с близо 12 км. Преди инцидента коритото на реката се продълбава безконтролно, тъй като се вадят инертни материали за строителни цели включително и за строящата се наблизо Индустриална зона „Раковски“.
През 2008 г. е изготвен технически проект за нов мост с обща дължина 143,50 м. Строителството на новия мост - 7-отворно съоръжение - започва на 12 октомври 2012 г. Мостът е завършен и отворен за автомобили през август 2013 г. Новият мост е изграден 90 м южно от мястото на стария мост. Предишният мост на реката е на 10,25 км в село Ръжево Конаре, а следващият на 3,8 км на автомагистрала „Тракия“.

## Паметник
Предполага се, че насилствено отвлечените отец Флавиан Манкин и двама от неговите миряни – Гено Буров и Рафаел Пеев през октомври 1944 г. по време на следобедната служба в църквата „Свети Архангел Михаил“ в село Секирово са убити рано сутринта на 21 октомври 1944 г. в гората около река Стряма. На сутринта някои селяни, отиващи към Пловдив виждат мъртвите им тела до моста на река Стряма.
На предполагаемото място до моста на река Стряма през септември 2014 г. е издигнат кръст във връзка със 70-годишнина от гибелта на Флавиан Манкин и неговите миряни.
- Мемориален кръст
- Мемориална плоча